# Rodrigo de Ceballos
Rodrigo de Ceballos (Aracena, c. 1534-Granada, 1581) fue un compositor y maestro de capilla español.
No debe confundirse con su abuelo, Rodrigo de Ceballos (fl. 1503-1535), maestro de capilla de la Catedral de Burgos. A menudo también es confundido con Francisco de Ceballos, también fue maestro de capilla de Burgos, al que a menudo se le atribuyen obras que son de Rodrigo.

## Vida
Rodrigo de Ceballos provenía de una familia de músicos, los de Ceballos Cabanilla originarios de Castilla, al servicio de la Catedral de Burgos, que tiene su origen en otro Rodrigo de Ceballos (fl. 1503-1535), maestro de capilla de la Catedral de Burgos, que tuvo dos hijos. El primero, Francisco de Ceballos, también fue maestro de capilla tras el fallecimiento de su padre. El segundo, Juan de Ceballos (fl. 1532), que fue cantor y capellán en Burgos, fue padre del Rodrigo de Ceballos (1534-1581) del que se trata aquí.
Es poco lo que se sabe de la formación de Rodrigo de Ceballos, aunque se especule con que haya sido educado en Burgos, con su abuelo, su padre o su tío. Por otra parte, se sabe que nació en Aracena hacia 1534, en la provincia de Huelva y diócesis de Sevilla. Es posible su nacimiento fuera allí porque su padre, Juan de Ceballos, partiera hacia América hacia 1536 para ser maestro de capilla. Pero no es seguro que el Juan de Ceballos que partió hacia América y el cantor de Burgos sean la misma persona. El hecho es que la primera documentación que se tiene de Rodrigo de Ceballos lo sitúa en la Catedral de Sevilla, donde en octubre de 1553 el cabildo le encarga «a Rodrigo de Ceballos, músico, que al presente se halla en esta ciudad desocupado y es hábil para ello» que escriba tres grandes libros de polifonía. La forma de escribir el apunte y la falta de remuneración por el trabajo indican que es probable que no se formara musicalmente en Sevilla. El 3 de septiembre de 1554 el cabildo metropolitano de Burgos escribía una recomendación para Rodrigo de Caballos al obispo de Málaga, Bernardo Manrique de Lara, hecho que refuerza la hipótesis de que se formase en Burgos, más teniendo en cuenta que en ese momento todavía residía en Sevilla.
No tuvo éxito en las oposiciones al magisterio de la Catedral de Málaga, donde se enfrentó a otros cinco compositores. Consiguió algunos votos para el primer lugar, pero la mayoría fueron para el segundo.
El 31 de enero de 1556 el cabildo de la Catedral de Córdoba decidió traer a Ceballos con el mismo sueldo que cobraba en Sevilla, mil reales y dos cahices de trigo. Pocos meses después fue nombrado ayudante del maestro de capilla interino, Alonso de Vieras, que ya era muy anciano y estaba enfermo. En 1557, tras el fallecimiento de Vieras, fue nombrado maestro de capilla oficialmente.
En 1561, tras unas duras oposiciones, fue nombrado para el magisterio de la Capilla Real de Granada el 28 de junio. Permaneció en el cargo hasta su fallecimiento, uniendo el magisterio con el de capellán real, incluido voz y voto en el cabildo de la Catedral de Granada.

## Obra
Pertenece a la denominada Escuela Andaluza junto a otros maestros de más renombre como Francisco Guerrero o Cristóbal de Morales. Aun así, fue uno de los compositores más eximios del Siglo de Oro español y fue muy admirado en vida. Vicente Espinel lo menciona en su La casa de la memoria (Madrid, 1591):

[...] estaba el gran Ceballos, cuyas obras
dieron tal esplendor en toda España [...]

Sus obras polifónicas se conservan en diversas catedrales y monasterios españoles.